# Alexandros din Antiohia
Alexandros din Antiohia (Greacă: Ἀλέξανδρος; fl. secolele al II-lea–I î.Hr.) a fost un sculptor grec al erei elenistice. El este considerat a fi sculptorul faimoasei sculpturi Venus din Milo.

## Viata
Alexandros pare să fi fost un artist ambulant care lucra pentru cine îl plătea. Conform inscripțiilor din orașul antic Thespiae de lângă Muntele Helicon din Grecia, el a câștigat concursuri de compoziție și cântat. Inscripțiile datează din jurul anului 80 î.Hr. Numele tatălui său era Menides, conform tuturor inscripțiilor. Se crede că Alexandros a sculptat o statuie a lui Alexandru cel Mare, care este expusă și ea la Luvru. Această statuie a fost descoperită pe insula grecească Milo. Datele sale de naștere și deces sunt necunoscute.
Alexandros este cel mai bine cunoscut astăzi pentru Venus din Milo (Afrodita din Milos) aflată la Muzeul Luvru din Paris, Franța. Atribuirea se bazează pe o inscripție de pe un soclu care acum lipsește, dar care făcea parte din statuie și a fost îndepărtat și „pierdut” din cauza politicii muzeului și a mândriei naționale a Luvrului în anii 1820. Inscripția și stilul literelor ei pun la îndoială afirmația că statuia ar fi fost un original al maestrului sculptor Praxiteles din Attica.